# 日本城郭大系
『日本城郭大系』（にほんじょうかくたいけい）は、新人物往来社が1980年に刊行した城郭研究本。監修は児玉幸多、坪井清足、編集は平井聖、村井益男、村田修三。全18巻（他に別巻2冊があり、全20巻、月報付き）で、各巻が県別に集成されている。

## 概要
各地域の城郭研究者・歴史家などが執筆し、日本全国の城郭・砦・居館を、基本的に網羅したもの。現在では絶版となっており、個別の城郭や地域史については新出資料の発見や発掘調査の実施により進捗を見ているものの、体系的に集成した城郭本は出されておらず、その後の基本的研究に多大な影響を及ぼした文献である。各巻の構成は以下の通りである。
- 第1巻 北海道・沖縄
- 第2巻 青森・岩手・秋田
- 第3巻 山形・宮城・福島
- 第4巻 茨城・栃木・群馬
- 第5巻 埼玉・東京
- 第6巻 千葉・神奈川
- 第7巻 新潟・富山・石川
- 第8巻 長野・山梨
- 第9巻 静岡・愛知・岐阜
- 第10巻 三重・奈良・和歌山
- 第11巻 京都・滋賀・福井
- 第12巻 大阪・兵庫
- 第13巻 広島・岡山
- 第14巻 鳥取・島根・山口
- 第15巻 香川・徳島・高知
- 第16巻 大分・宮崎・愛媛
- 第17巻 長崎・佐賀
- 第18巻 福岡・熊本・鹿児島
- 別巻1 城郭研究入門
- 別巻2 城郭研究便覧